# Gillué
Gillué (aragonès: Chillué) és un poble del terme municipal de Samianigo, a la comarca de l'Alt Gállego, dins la provincia d'Osca, a l'Aragó.

## Etimologia
No existeix un consens sobre la etimologia de Gillué ni l'origen del nom. Alguns experts, com el lingüista Joan Coromines consideren que els topònims acabats en -ui o -ue, que són freqüents al les comarques pirinenques, són d'origen iberobasc.
Un estudi de l'any 2021 ha arribat a la conclusió de que, independentment del seu origen, els topònims acabats en -ui designen indrets estratègics com a punts de vigilància i de transmissió de missatges 

## Monuments
L'església de Sant Miquel Arcàngel és del segle XVII. Es tracta d'un edifici en mamposteria amb l'exterior originalment arrebossat de calç i amb pedra tallada a les cantonades. És una esglesia d'una sola nau, coberta amb volta de canó i amb capçalera recta. També té capelles laterals, cobertes amb volta de canó. L'edifici té una teulada a dues aigües feta amb lloses de pedra. S'hi accedeix des d'un atri cobert, el qual també dona accés a la torre adossada.

## Demografia
| 1497 f | 1515 f | 1553 f | 1717 | 1787 | 1857 | 1877 | 1887 | 1900 | 1910 |
| ------ | ------ | ------ | ---- | ---- | ---- | ---- | ---- | ---- | ---- |
| -      | -      | -      | -    | -    | -    | -    | -    | 101  | 108  |

| 1920 | 1930 | 1940 | 1950 | 1960 | 1970 | 1981 | 1990 | 1992 | 1994 |
| ---- | ---- | ---- | ---- | ---- | ---- | ---- | ---- | ---- | ---- |
| 95   | 55   | 44   | 33   | 33   | 18   | 9    | -    | -    | -    |

| 1996 | 1998 | 2000 | 2002 | 2004 | 2006 | 2008 | 2010 | 2012 | 2014 |
| ---- | ---- | ---- | ---- | ---- | ---- | ---- | ---- | ---- | ---- |
| -    | -    | 2    | 2    | 14   | 20   | 15   | 15   | -    | -    |